# 센다이 방송
센다이 방송은 1962년 10월 1일 미야기현의 2번째 민영방송국으로 개국했으며, 약칭은 OX, 콜사인은 JOOX-DTV이다.

## 연혁
- 1961년 10월 「주식회사 센다이 방송」설립.
- 1962년 10월 1일 미야기현의 2번째 민영 텔레비전 방송국으로 개국. 후지 TV와 니혼TV 크로스넷 방송국으로서 개국(일부NET-TV의 프로그램도 방송).
- 1966년 4월 1일 뉴스 네트워크 NNN에 가맹.
- 1966년 8월 1일 뉴스 네트워크 FNN에 가맹.
- 1969년 4월 1일 프로그램 네트워크 FNS에 가맹.
- 1970년 10월 1일 미야기 TV 방송 개국으로, NNN을 탈퇴.후지TV 완전가맹국이 된다.
- 2005년 12월 1일 지상 디지털 텔레비전 방송 본방송을 개시(NHK 센다이·TBC·MMT와 같은 날).
- 2006년 4월 14일　원세그 본방송 개시.
- 2012년 3월 31일 지상파 아날로그 텔레비전 방송 종료.[1]

## 네트워크 변천사
- 1962년 10월 1일 니혼 TV 계열 ·후지TV 계열·NET TV 계열(지금의 TV 아사히)방송국으로 개국했다.
- 1966년 4월 1일 뉴스 네트워크 NNN에 가맹.
- 1966년 8월 1일 뉴스 네트워크 FNN에 가맹.
- 1969년 4월 1일 프로그램 네트워크 FNS에 가맹.
- 1970년 1월 1일 뉴스 네트워크 ANN에 가맹.
- 1970년 10월 1일 미야기 TV 방송 개국에 따라 니혼 TV 계열·NET-TV 계열 프로그램 대부분이 미야기 TV 방송으로 이행하면서 FNS 완전가맹국이 된다.
- 1975년 10월 1일 히가시닛폰 방송 개국에 따라 조금 남아 있던 NET-TV 계열의 프로그램이 히가시닛폰 방송에, 니혼 TV 계열 프로그램이 미야기 TV 방송으로 이행하게 되면서 두 방송국 프로그램이 완전히 중단된다.

## 특징
- FNS 도호쿠지역 기간국이다.
- 1970년대부터 초등학교 1학년생을 대상으로 교통안전을 목적으로 한 '노란수첩'을 배부하였다.
- 일본의 민영 텔레비전 방송국에서 도도부현명이 아닌 도도부현청 소재지명을 자칭하고 있는 방송국은 센다이 방송 이외에 삿포로 TV 방송, 나고야 TV 방송, TV 가나자와밖에 없다.

## 미야기현에 있는 다른 텔레비전·라디오 방송국
- NHK 센다이 방송국
- 도호쿠 방송(TBC)(TV는 도쿄 방송 계열, 라디오는 JRN&NRN계열)
- 미야기 TV 방송(MMT)(니혼 TV 계열)
- 히가시닛폰 방송(KHB)(TV 아사히 계열)
- FM센다이(JFN 계열)